# Labaniego
Labaniego es una pedanía perteneciente al municipio de Bembibre, situada en El Bierzo Alto, comarca de El Bierzo, en la provincia de León.

## Historia

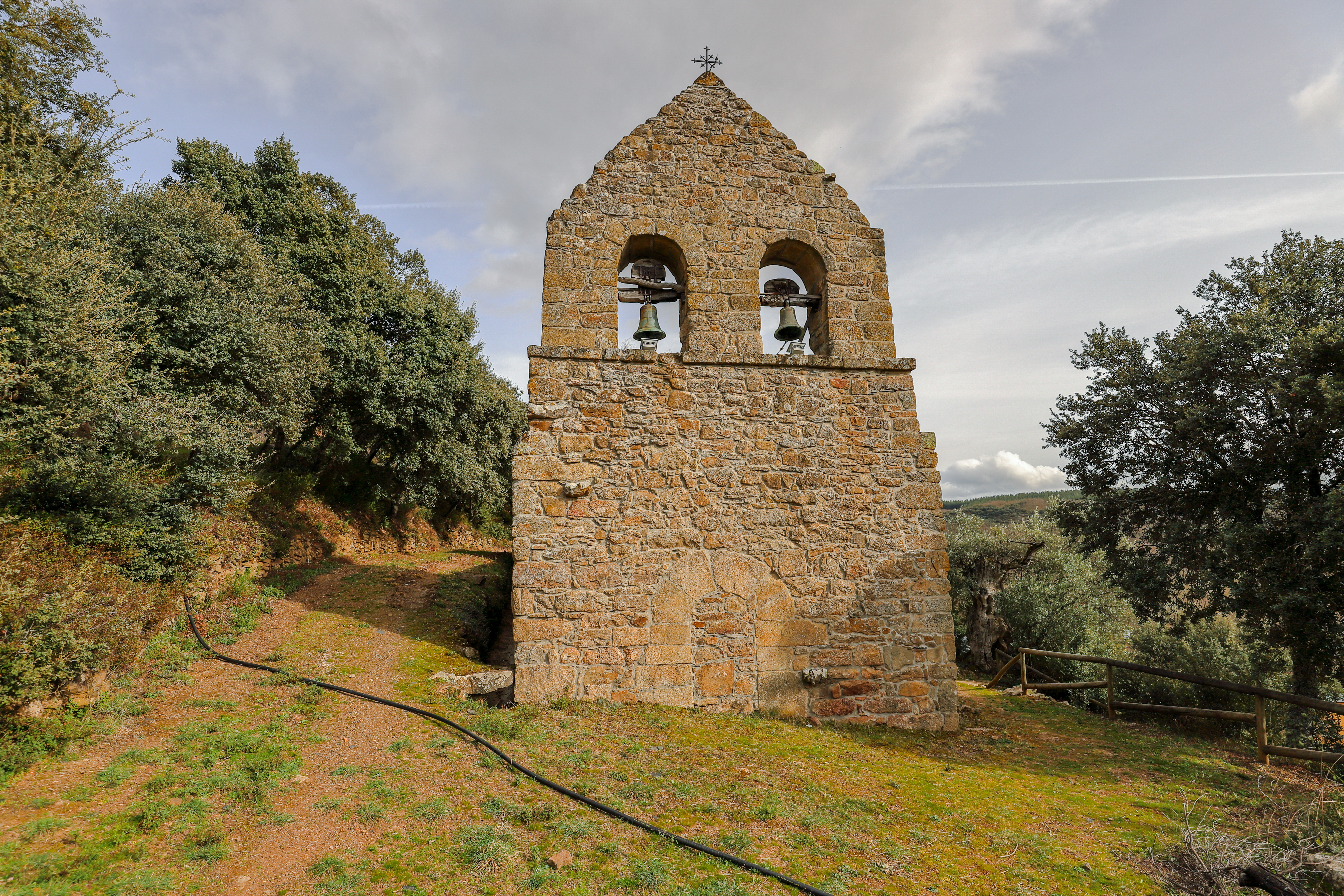
Iglesia de Santiago

Cercano a esta pedanía se encuentran los restos del antiguo convento de San Fructuoso (1423-1801), perteneciente a la Orden de los Franciscanos Terceros Regulares. Este convento fue de vital importancia sobre el desarrollo de la zona y se trataba de un Priorato perteneciente al monasterio de San Francisco de Cerezal, es decir, se trataba de un monasterio más modesto y subordinado a la casa-madre franciscana situada en Cerezal. Algunas tierras cercanas a Labaniego pertenecían al convento. Con las guerras napoleónicas, y posteriormente la exclaustración y venta del convento y sus pertenencias, comienza a partir del siglo XIX un lento declive cultural y poblacional en Labaniego que perdura hasta la actualidad. Actuaciones recientes intentan a través de la recuperación del Camino Olvidado que la pedanía pueda incrementar su población y desarrollo. En 2017 se restauró y recuperó la bocamina de la mina "la Canalina" para instalar un oratorio a Santa Bárbara. Los santos patrones de Labaniego son San Fructuoso y Santa Bárbara.
La parroquia de Labaniego es la iglesia de Santiago, famosa por sus vistas y campanario, y cuyo sendero lleva al monasterio de San Fructuoso. La iglesia de Santiago ya es citada en el diccionario geográfico-estadístico de Madoz en 1826. En aquellos momentos contaba Labaniego con 21 vecinos de derecho y 80 habitantes. El hecho de no citar al convento de San Fructuoso evidencia claramente que para 1826 el convento ya no existía como tal y la comunidad monástica ya había sido exclaustrada.[cita requerida]
En la parte alta de "la Era" se encuentran las ruinas de la vieja escuela primaria de Labaniego, construida por los vecinos de la pedanía en los años 30 del siglo XX. En el año 2012, siendo alcalde pedáneo D. Clemente Rey, se derrumba parte de este edificio, dejando las paredes de la planta baja para restaurarlas e inician la construcción del Ecomuseo del bosque. También en el siglo XX se construyó el cementerio de Labaniego, aún en uso, y de modestas dimensiones. Actualmente, está planificado a través del ayuntamiento de Bembibre la limpieza de maleza y restauración de los muros del monasterio de San Fructuoso, los cuales se encuentran en mal estado.
Existen en el entorno de Labaniego varias bocas de minas, también conocidas popularmente como "bocaminas", que dan entrada a antiguas galerías de la minería del carbón. Las minas fueron explotadas durante el siglo XX hasta finales de los 90, fecha que cerraron las últimas explotaciones carboníferas de Labaniego, y pertenecientes éstas a la empresa "Antracitas y Carbones de Arlanza".

## Situación
Esta pedanía está situada a unos 7 kilómetros de Bembibre, unos 5 de la Autovía del Noroeste, pudiendo accederse desde las salidas 371 o 372 de la A-6, según se proceda desde el sur, en el primer caso, o desde el norte, Galicia, en el segundo.
Siguiendo la CV-127-7, que une San Román de Bembibre con Noceda, tras pasar Viñales y Arlanza, se accede a un desvío, hacia la derecha, que lleva a Labaniego.
En la entrada de la población existe un aparcamiento de vehículos.

## Demografía
Se desconoce el número aproximado de vecinos que ha tenido Labaniego en el pasado, a excepción de los 80 habitantes citados por Madoz en 1826, aunque es bastante probable que en época del convento rondara los 50 habitantes teniendo en cuenta a la comunidad monástica. A principios del siglo XX con el auge de la minería del carbón en la zona se supone que Labaniego volvió a contar al menos con el medio centenar de habitantes. Con el cierre de la mina en la segunda mitad del siglo XX y el descenso demográfico, la población residente en Labaniego ha quedado, al menos desde 2000 hasta la actualidad, en unos 15 habitantes permanentes de media, siendo la pedanía de Bembibre con menos población.
| Gráfica de evolución demográfica de Labaniego (Bembibre) entre 2000 y 2021                   |
|                                                                                              |
| Población total según Censo de Población del Padrón Continuo por Unidad Poblacional del INE. |

## Gobierno local
La Junta Vecinal es la que rige los intereses de Labaniego, siendo representada por su alcalde pedáneo, persona que es elegida por sus convecinos cada cuatro años, según las correspondientes convocatorias a elecciones locales y municipales que tienen lugar en el Reino de España.

## Ruta jacobea y otras rutas de senderismo
Labaniego se encuentra en la Ruta jacobea denominada Camino Olvidado, siendo fin de la etapa 18, Igüeña–Labaniego e inicio de la 19, Labaniego–Congosto.
Conexa con esta ruta se complementan otras ofertas turísticas y culturales, como «La Senda del Mouro», que se basa en una intervención artística en el medio natural de Labaniego, cuyo recorrido peatonal, de 2,5 km, transcurre por parte del Viejo Camino de Santiago o Camino Olvidado a su paso por esta localidad.
Otras rutas de senderismo, destacadas por su belleza natural e histórica, son el camino natural de "la Conquista" y el sendero del Convento de San Fructuoso (desde la iglesia de Santiago al convento de San Fructuoso). Existen en la pedanía varias casas rurales y alojamientos tanto para los peregrinos del camino olvidado como para aquellos que buscan naturaleza y senderismo.

## Otros lugares de interés
Entre los lugares de interés de Labaniego, destacan además de la citada iglesia de Santiago y el convento de San Fructuoso (indispensables en la ruta jacobea), la fuente del pueblo, los olivos centenarios, la "ermita del Cristo" (construcción de la segunda mitad del XX) y las bocaminas (una de ellas, oratorio dedicado a la patrona Santa Bárbara). Las minas no son visitables sólo lo son las bocaminas, ya que el interior de las minas no están adecuadas al turismo. 
|                     |
| Fuente en Labaniego |

|                         |
| Ermita del Santo Cristo |

|                           |
| Boca de mina en Labaniego |